# Concórdia de Antealtares
A Concórdia de Antealtares (1077) é um manuscrito em latim, assinado pelo abade do convento de São Paio de Antealtares e pelo bispo de Santiago de Compostela Diego Páez.
A importância deste documento reside em ser o primeiro texto que detalha as origens da catedral de Santiago, a morte do apóstolo Santiago e o translado à Península Ibérica do seu corpo, o seu enterramento na Galiza e a descoberta milagrosa do seu ataúde.
O convento de São Paio de Antealtares fora fundado no século IX por uns religiosos que custodiavam o sepulcro do Apóstolo. Em 1075, decidiu-se ampliar a igreja pré-românica de Santiago, sendo preciso chegar a um acordo com esta comunidade de São Paio; este acordo, onde os monges beneditinos fazem cessão de terras adjacentes ao convento, é refletido na Concórdia de Antealtares, assinado entre Fagildo, abade do Convento de São Paio de Antealtares e o bispo Diego Páez.